# Gu-Win, Alabama
Gu-Win là một thị trấn thuộc quận Marion, tiểu bang Alabama, Hoa Kỳ. Dân số năm 2009 là 191 người, mật độ đạt 38 người/km².